# Leptotarsus nigrinus
Leptotarsus nigrinus är en tvåvingeart som beskrevs av Nikolas Vladimir Dobrotworsky 1972. Leptotarsus nigrinus ingår i släktet Leptotarsus och familjen storharkrankar. Inga underarter finns listade i Catalogue of Life.